# خروشتی
خروشتی، نام دبیره باستانی بود؛ که در گنداره باستان استفاده می‌شد. از این نظام نوشتاری، برای نوشتن زبان‌های گنداری و سانسکریت استفاده می‌شد. همچنین این خط در بلخ، سغد و امپراتوری کوشان نیز استفاده می‌شد.

## نگارخانه

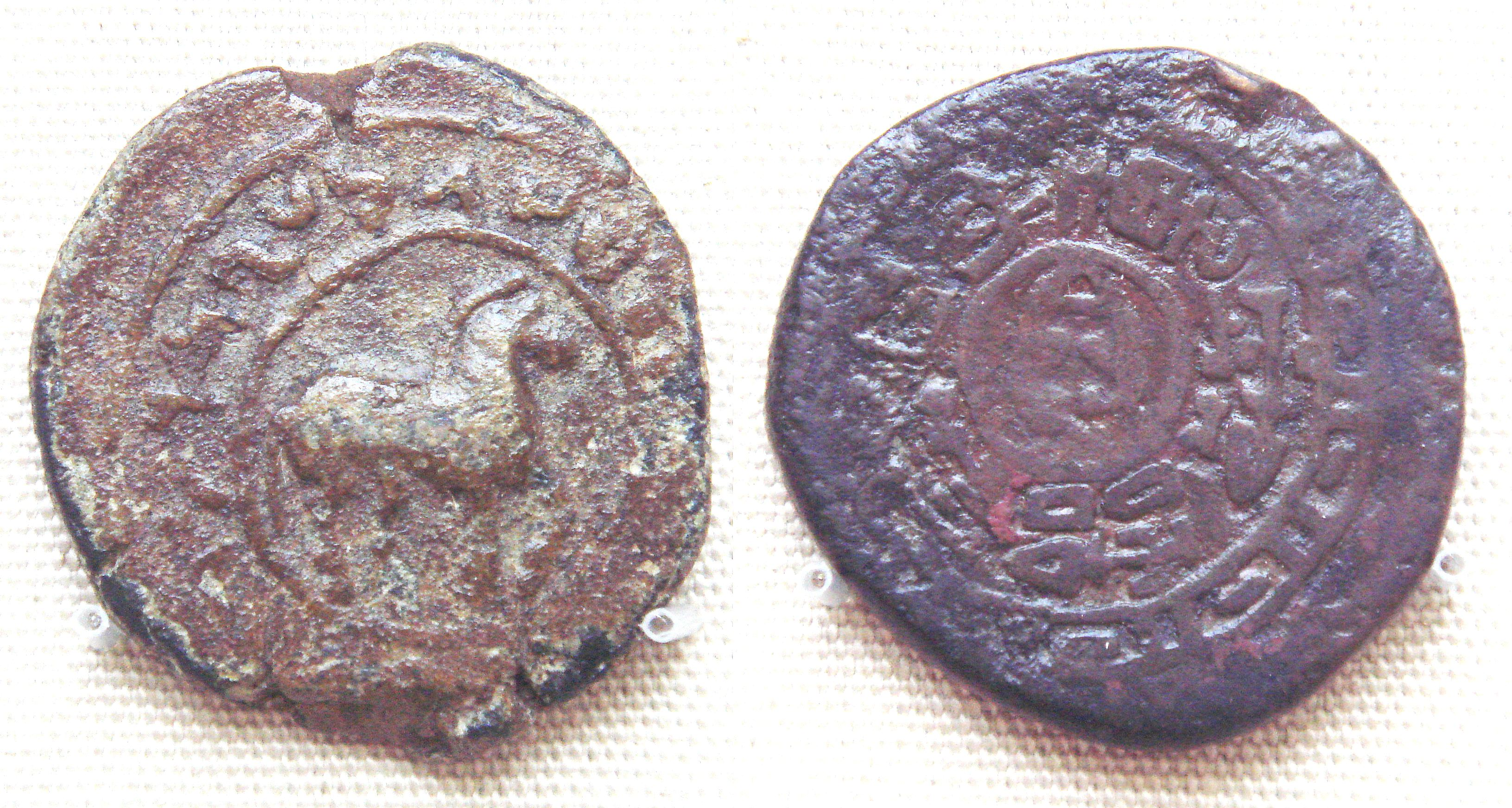